# (12342) Kudohmichiko
(12342) Kudohmichiko (1993 BL12) – planetoida z pasa głównego asteroid okrążająca Słońce w ciągu 3,63 lat w średniej odległości 2,36 j.a. Odkryta 30 stycznia 1993 roku.